# Kateřina Sokolová
Kateřina Sokolová (* 4. dubna 1989, Přerov) je česká modelka a Miss České republiky 2007. Na slavnostním večeru obdržela i tituly Miss Silueta a Miss Bohemia. Během listopadu 2007 reprezentovala Česko na Miss World v čínské San-je, kde nepostoupila do Top 15. Je spoluzakladatelkou nadačního fondu AutTalk zaměřeného na podporu rodin autistů.

## Modeling
S modelingem začínala ve 14 letech v rodném Přerově; poté pokračovala v kariéře modelky v Praze. Jako modelka pracovala téměř po celém světě. Zastupuje ji modelingová agentura Elite model management Prague. Během své kariéry spolupracovala nebo se stala tváří společností, jakými jsou Triumph, Lavazza, Marina Rinaldi, klenoty Aurum, AŽD, Botanica Pevnina, Åhléns, Fogs a dalšími.[zdroj⁠?!]
Spolupracovala s módními časopisy a médii v rámci módy či fashion či fashion story, jakými jsou Elle, Harper's Bazaar, InStyle, Glamour, Cosmopolitan, Promo Mag NY, Luxury Guide, Playboy, Fashion TV a dalšími. Spolupracovala s fotografy jako jsou Marc Neuhoff, Marino Parisoto, Perla Maarek, Thomas Louvagny, Wolfgang Pohn, Holly Parker, Matúš Tóth, Branislav Šimončík, Lukáš Dvořák, David Turecký, Petr Jandera, Robert Stano, Adolf Zika, nebo Lucie Robinson.[zdroj?]

## Film a televize
Kateřina Sokolová ztvárnila jednu z hlavních rolí česko-čínského seriálu Last Visa společnosti Twin Star Film, kde účinkovala po boku Jana Révaie, nebo Vlastiny Svátkové; účinkovala v čínském pořadu DayDay Up i v českých talk show.

## Osobní život
V květnu 2008 složila maturitu na Klasickém gymnáziu Modřany (maturovala z českého, anglického, německého jazyka a společenských věd). Od roku 2008 studovala bakalářský obor Cestovní ruch na Vysoké škole obchodní v Praze, kde promovala v březnu 2012. Poté nastoupila na magisterský obor Management cestovního ruchu na téže škole. Na Vysoké škole obchodní odpromovala v roce 2015 s titulem inženýr ekonomie. Ovládá anglický a německý jazyk.[zdroj⁠?!]

## Charitativní činnost
V roce 2015 založila se svým otcem Janem Sokolem na základě rodinné zkušenosti nadační fond AutTalk. Cílem fondu je podporovat rodiny pečující o autisty. Její bratr Radovan Sokol trpí těžkou formou autismu, z toho důvodu se Sokolovi rozhodli, že by chtěli pomáhat rodinám, které postihl podobný osud. Fond se zaměřuje kromě finanční podpory pečujících rodin i na osvětu autismu a podporu organizací působících v oblasti autismu.
Roku 2021 Kateřina Sokolová získala ocenění Youth Heroes Award od společnosti IAYSP Czech za svoji činnost v oblasti filantropie. Ve stejném roce získala ocenění v kategorii Osobnost Filantropie 2021 od Fóra Dárců a to za výjimečnou osobní podporu rodinám dětí s autismem.